# Storlapphålan
Storlapphålan är en sjö i Strömsunds kommun i Jämtland och ingår i Indalsälvens huvudavrinningsområde. Sjön har en area på 0,0738 kvadratkilometer och ligger 551,6 meter över havet. Storlapphålan ligger i Gråberget-Hotagsfjällen Natura 2000-område.

## Delavrinningsområde
Storlapphålan ingår i det delavrinningsområde (710429-146010) som SMHI kallar för Utloppet av Lill-Klumpvattnet. Medelhöjden är 530 meter över havet och ytan är 7,82 kvadratkilometer. Räknas de 14 avrinningsområdena uppströms in blir den ackumulerade arean 66,68 kvadratkilometer. Öjån som avvattnar avrinningsområdet har biflödesordning 3, vilket innebär att vattnet flödar genom totalt 3 vattendrag innan det når havet efter 275 kilometer. Avrinningsområdet består mestadels av skog (86 procent). Avrinningsområdet har 0,78 kvadratkilometer vattenytor vilket ger det en sjöprocent på 10 procent.